# Liścionosowate
Liścionosowate (Phyllostomidae) – rodzina ssaków z podrzędu mroczkokształtnych (Vespertilioniformes) w obrębie rzędu nietoperzy (Chiroptera) obejmująca ok. 150 gatunków charakteryzujących się osadzonym  na nosie fałdem skórnym w kształcie przypominającym liść.

## Rozmieszczenie geograficzne
Ameryka Środkowa i Południowa. Większość gatunków zamieszkuje lasy deszczowe.

## Charakterystyka
Liścionosy są w większości niewielkimi nietoperzami osiągającymi od kilku do kilkunastu centymetrów długości ciała, jednak rozpiętość skrzydeł największych osobników Vampyrum spectrum może sięgać 1 m. Charakterystyczny fałd skórny na nosie jest prawdopodobnie wykorzystywany w echolokacji.
Rodzina ta charakteryzuje się największym wśród nietoperzy zróżnicowaniem pobieranego pokarmu. Niektóre gatunki żywią się owadami, inne nektarem i pyłkiem (zwłaszcza podrodzina Glossophaginae) lub owocami. Najwięksi przedstawiciele odżywiają się również drobnymi kręgowcami, takimi jak żaby, jaszczurki, gryzonie, ptaki, a nawet mniejsze nietoperze. Jedyne trzy gatunki reprezentujące podrodzinę Desmodontinae (wampiry) odżywiają się wyłącznie krwią stałocieplnych kręgowców.

## Systematyka
Do rodziny należą następujące podrodziny:
- Macrotinae Van Den Bussche, 1992
- Micronycterinae Van Den Bussche, 1992
- Desmodontinae Wagner, 1840 – wampiry
- Lonchorhininae J.E. Gray, 1866
- Phyllostominae J.E. Gray, 1825 – liścionosy
- Glossophaginae Bonaparte, 1845 – jęzorniki
- Lonchophyllinae Griffiths, 1982 – nektaroloty
- Carolliinae G.S. Miller, 1924 – karolie
- Glyphonycterinae R.J. Baker, Solari, Cirranello & Simmons, 2016
- Rhinophyllinae R.J. Baker, Solari, Cirranello & Simmons, 2016
- Stenodermatinae Gervais, 1856 – owocnikowce